# Jacques Vekemans
Jacobus "Jacques" Cornelius Vekemans (Antwerpen, 9 december 1815 - aldaar, 24 februari 1888) was een Belgisch ornitholoog. Hij was van 1865 tot zijn overlijden in 1888 de tweede directeur van de Antwerpse Zoölogie, de stadsdierentuin uitgebaat door de toenmalige Société royale de zoologie d'Anvers. Na zijn dood werd hij opgevolgd door François L'Hoëst.
Vekemans was een neef van de eerste directeur van de dierentuin Jacques Kets bij wie hij vrij snel als assistent aan zijn loopbaan in de dierentuin mag beginnen. Hij werd belast met de uitbouw van de fauna collectie en ondernam heel wat reizen met het oog hierop in Europa en, in 1859, Egypte. Vanaf 1854 organiseerde Vekemans ook in de Antwerpse dierentuin een internationale verkoop van dieren waarbij directies van Europese dierentuin massaal aansloten. Het groeide uit tot een forum voor uitwisseling van dieren tussen de dierentuinen en overdracht van kennis met betrekking tot verzorging en kweektechnieken tussen de zoölogen.
Vekemans zetten een stempel op het uitzicht van de dierentuin en was onder meer de drijvende kracht achter de Indische tempel gebouwd voor de antilopen in 1867, een paleis voor de roofdieren in 1870, de rotondevolière in 1879, het nijlpaardengebouw en de Moorse tempel voor loopvogels in 1885. Van 1884 tot 1888 zorgde hij ook voor een eerste restauratie van de Egyptische tempel.
Onder het bewind van Vekemans kende de dierentuin ook enkele tegenslagen. In 1868 ontsnapte een tijger uit de dierentuin. Tijdens de nacht van 11 januari 1881 was er een defect aan de verwarming in het apengebouw en het hele gebouw brandde af. 79 kleine en grote apen lieten het leven, waaronder de op dat moment in dierentuinen zeer zeldzame en waardevolle orang-oetan. In 1885 liet een verzorger het leven wanneer een neushoorn zich op hem stortte. 